# Lusofoniska spelen
Lusofoniska spelen (portugisiska: Jogos da Lusofonia) var ett multisportevenemang för den portugisisktalande världen. Spelen hade premiär 2006, och arrangerades av ACOLOP. Det senaste spelet hölls 2014.

## Medlemsländer

### Grundande länder
- Angola
- Brasilien
- Kap Verde
- Östtimor
- Guinea-Bissau
- Macao, Kina
- Moçambique
- Portugal
- São Tomé och Príncipe

### Övriga anslutna länder
- Indien
- Sri Lanka

## Upplagor
| År   | Upplaga | Datum         | Plats             | Aktiva (nationer) |
| ---- | ------- | ------------- | ----------------- | ----------------- |
| 2006 | I       | 7-15 oktober  | Macao             | 733 (11)          |
| 2009 | II      | 11-19 juli    | Portugal Lissabon | 1300 (12)         |
| 2014 | III     | 18–29 januari | Indien Goa        | 7000 (12)         |
| 2018 | IV      | Hölls aldrig  | Moçambique Maputo | –                 |
| 2022 | V       | –             | Angola Luanda     | –                 |
|      |         |               |                   |                   |

Upplagan 2017 uppdrogs åt Mozambique att arrangera. Emellertid hade de fortfarande i november 2017 inte kommit till stånd. En delegation från CPLP uppvaktade myndigheterna i São Tomé och Príncipe och det beslutades att hålla spelen i juli 2018. Det blev emellertid aldrig av.